# Пилон, Антуан-Оливье
Антуан-Оливье Пилон (фр. Antoine-Olivier Pilon; род. 23 июня 1997 года, Монреаль, Квебек, Канада) — канадский актёр кино.

## Биография
Антуану-Оливье было 4 года, когда он с родителями переехал в Порт-Даниэль-Гасконс в город Гаспе. В десятилетнем возрасте Антуан-Оливье возвращается в Монреаль. Вместе с сестрой Арьен-Элизабет начал проявлять большой интерес к съёмкам в фильмах. Антуан-Оливье Пилон окончил колледж в Монреале. Он знает и свободно говорит на трёх языках: французском, английском и испанском. В 2009 году Антуан-Оливье начал сниматься в рекламе. В 2012 году начал работать на телевидении. Наиболее известные фильмы Антуан-Оливье Пилона: «Мамочка», «Дрожь холмов», «Короли льда».

## Фильмография
| Год       |     | Русское название | Оригинальное название                       | Роль                |
| --------- | --- | ---------------- | ------------------------------------------- | ------------------- |
| 2011      | с   | Смеха ради       | Just for Laughs Gags                        | н/д                 |
| 2011      | ф   | Дрожь холмов     | Frisson des collines                        | Фриссон             |
| 2012      | ф   | И всё же Лоранс  | Laurence Anyways                            | подросток           |
| 2012      | ф   | Короли льда      | Les Pee-Wee 3D: L'hiver qui a changé ma vie | Жано Трудель        |
| 2013      | с   | —                | Les Argonautes                              | Уильям              |
| 2013      | кор | —                | Le siège                                    | Максим              |
| 2013—2015 | с   | —                | Mémoires vives                              | Кловис Ландри       |
| 2014      | с   | —                | Subito Texto                                | Винсент             |
| 2014      | ф   | Мамочка          | Mommy                                       | Стив О’Коннор Депре |
| 2016      | кор | —                | Jacob's Wrath                               | Джереми Доусон      |
| 2016      | ф   | 1:54             | 1:54                                        | Тим                 |
| 2016      | ф   | Нитро Раш        | Nitro Rush                                  | Чарли               |
| 2017      | кор | —                | Manon aime le hockey                        | Жано Трудель #9     |
| 2017      | ф   | Взрослый юниор   | Junior Majeur                               | Жано Трудель        |
| 2018      | с   | —                | En audition avec Simon                      | в роли самого себя  |
| 2018      | ф   | —                | Youtopia                                    | Хиро                |

## Клипы
- 2013 — College Boy (Indochine) (реж. Ксавье Долан)[1]
- 2015 — Pourquoi tout perdre (Ленни-Ким)

## Награды
- 2012: премия «Молодой актёр» за лучшие роли в фильмах «Дрожь холмов» и «Короли льда»
- 2012: на 13-м кинофестивале во Франции особое упоминание актёра в фильме «Дрожь холмов»
- 2013: награда за лучшую мужскую роль в фильме «Короли льда» на кинофестивале в Голливуде
- 2013: награда за лучшую роль в фильме «Мамочка» на Международном фестивале франкоязычных фильмов в Намюре